# Rock urbà
El rock urbà és el gènere musical sorgit a finals de la dècada de 1950, quan el règim franquista es va veure obligat a deixar de banda l'autarquia i a implantar els plans d'estabilització, que van ajudar a millorar la situació econòmica de l'estat espanyol. Això, juntament amb els acords militars amb els Estats Units del 1953, van ser dos dels factors més importants perquè el rock es difongués entre la joventut catalana i espanyola.
A final dels anys cinquanta, les emissores de les bases americanes emetien cançons de roquers com Elvis Presley que es difonien ràpidament entre els joves de les àrees d'influència dels centres militars nord-americans que hi havia a l'estat espanyol. La lenta però sostinguda millora de l'economia va permetre que en moltes botigues d'electrodomèstics i grans magatzems es comencessin a vendre discos i aparells reproductors de vinils, tot i que eren un luxe a l'abast de molt pocs. A principi de la dècada dels seixanta, un tocadiscos valia unes 3.000 pessetes; un disc petit, 75, i un LP, 300, mentre que el salari mitjà era d'unes 600 pessetes mensuals.
En aquest context, van començar a aparèixer les primeres formacions de música moderna dirigida al públic jove a Barcelona, un estil molt allunyat dels boleros, les coples i la música d'orquestres que es podien escoltar a la majoria d'emissores de ràdio.
El Dúo Dinámico (1958) i Los Pájaros Locos (1959) van ser els primers a connectar musicalment amb la seva generació. Ramón de la Calva i Ramón Arcusa ho van fer adaptant èxits del rock & roll high school' al castellà o amb composicions pròpies de gran repercussió popular com Quince años tiene mi amor'. Los Pájaros Locos, en canvi, van ser els primers a enregistrar un Extended Play' amb temes de rock & roll'.
A aquestes agrupacions musicovocals pioneres s'hi van sumar ben aviat desenes de grups entre els quals destaquen Los Sírex, fundat el 1959 pel baixista Guillermo Rodríguez Holgado. La resta de la formació eren Josep Fontseré (guitarra rítmica), Antoni Miquel Leslie' (cantant), Luis Gomís (bateria) i Manolo Madruga (guitarra solista).
La carrera discogràfica de la banda ha estat marcada per una recerca de l'equilibri entre les arrels roqueres del grup i la comercialitat, la qual cosa els ha permès seguir en actiu fins a l'actualitat. A la dècada dels seixanta, Rodríguez Holgado va destacar per l'habilitat per triar el repertori del grup. Va ser ell qui va trobar la partitura de La escoba en una editorial musical. Era una cançó d'aires flamencs que el grup va adaptar i que es va convertir en un gran èxit. Un dels moments estel·lars de la carrera del quintet va ser quan van actuar com a teloners de The Beatles a la Monumental de Barcelona el 1965.
Los Mustang van tenir una trajectòria artística paral·lela en el temps amb la de Los Sírex. Tot i això, hi havia grans diferències entre totes dues bandes. Mentre que Los Sírex apostaven per les composicions pròpies que adaptaven als diferents paradigmes musicals de la dècada dels seixanta (beat, soul, rock psicodèlic…), Los Mustang es van especialitzar a fer versions en castellà dels èxits de The Beatles i altres formacions anglosaxones. Van gaudir d'una gran popularitat gràcies al carisma del cantant Santi Carulla, de la qualitat dels músics del conjunt i, sobretot, perquè EMI-Odeon, la discogràfica, se les empescava per treure abans al mercat les versions de Los Mustang que els discos originals dels quatre de Liverpool, que també distribuïa aquesta companyia.
La gran eclosió dels grups de l'era ye-yé no es pot entendre sense parlar del fenomen dels i les fans, que no agradava gens a les autoritats del règim. Per a milers de joves, el rock i el pop van servir per reafirmar-se davant els adults. Formaven part d'una generació que no havia viscut la Guerra Civil Espanyola. Es deixaven els cabells llargs, portaven minifaldilles... i això era vist com un perill pel franquisme, ja que suposava un desafiament als costums morals de l'època.
Durant la dècada dels seixanta es van celebrar a Barcelona nombrosos festivals de música moderna en espais com el Palacio de los Deportes, en els quals els seguidors i les seguidores de grups com Los Sírex, Los Mustang, Los Gatos Negros, Alex y Los Findes, Los No, Los Cheyenes i Los Salvajes, entre d'altres, rivalitzaven per ser els més cridaners de l'esdeveniment sota l'estricta mirada de la Policía Armada, els temuts grisos.
De tots aquests grups destaquen Los Salvajes, que van combinar cançons pròpies com Las ovejitas, Soy así o Es la edad, que es van convertir en himnes juvenils, amb versions dels Rolling Stones o Spencer Davies Group, entre d'altres.
A més de totes les formacions d'expressió castellana, als anys seixanta hi va haver un grapat de grups que van cantar en català i que gravaven majoritàriament per als segells Concèntric i Edigsa, que volien apropar la llengua catalana a la joventut a través del rock. Els Dracs, Els 4 Gats, Eurogrup o Els Tres Tambors van ser alguns dels conjunts més destacats, tot i que mai van assolir els nivells de vendes i acceptació popular de les bandes que cantaven en castellà.
A final de la dècada es va produir una crisi dels conjunts. Moltes formacions van patir la marxa d'algun membre al servei militar i ja no es van refer. A més, els gustos del públic i els paradigmes musicals havien canviat. Els grups no van ser capaços de reconvertir-se i sumar-se al nou corrent del rock progressiu i la psicodèlia àcida, una música més minoritària que la que estaven acostumats a tocar. Per aquest motiu, algunes de les noves bandes que van aparèixer en aquest període van apostar pel pop de consum ràpid com Los Diablos o l'anomenat underground. És el cas de Tapiman o Màquina!. A partir del 1973 i fins a principi dels anys vuitanta, l'escena roquera de Barcelona va pivotar sobre la sala Zeleste i el so laietà.
Tot i això, després de la mort de Franco i coincidint amb el naixement del punk i la New Wave a la Gran Bretanya, a Barcelona i al cinturó industrial van començar a aparèixer bandes absolutament trencadores amb els sons laietans. Els pioners van ser La Banda Trapera del Río (1978), liderada pel carismàtic cantant Morfi Grey. Temes com Curriqui de barrio o Ciutat podrida denuncien la situació dels barris de classe treballadora durant la Transició democràtica espanyola.
El 1979 va començar la carrera artística José María Sanz, Loquillo, un dels personatges fonamentals del rock fet a Catalunya. A l'inici, Loquillo combinava l'herència del rock clàssic dels anys cinquanta amb l'actitud del punk. En aquesta etapa, Loquillo va col·laborar amb Carlos Segarra, que després formaria Los Rebeldes, l'altra gran formació de rockabilly d'aquella època.
L'any 1981 Loquillo va assolir una gran popularitat gràcies a l'LP El ritmo del garaje, un èxit que es deu al carisma del cantant però també a les cançons que compon Sabino Méndez, el cervell musical de Los Trogloditas, la banda que acompanyava el roquer del Barri del Clot. Tot i que Méndez es va desvincular del cantant, Loquillo ha sabut construir una de les carreres artístiques més sòlides del rock espanyol.
Los Rebeldes, per la seva part, van enregistrar el 1985 Rebeldes con causa, que inclou temes que combinen la qualitat i la comercialitat, com Mescalina, i que els va permetre arribar a tota mena de públic. En aquesta etapa el saxofonista Dani Nel·lo es va incorporar al grup, que va deixar deu anys després per iniciar una carrera en solitari, en la qual explora la fusió entre el jazz, el blues i el rock clàssic.
Durant els anys vuitanta i pel que fa al rock, Barcelona va perdre pes respecte a Madrid, on es vivia intensament el fenomen de la Movida. Tot i així, van aparèixer bandes amb gran carisma com els punk Desechables. Menció a part mereixen els grups que van voler recuperar l'esperit dels anys seixanta i que van convertir la Ciutat Comtal en una de les puntes de llança de l'ambient sixtie estatal. Destaquen formacions com Telegrama i Brighton 64, inspirades en el moviment mod i d'altres com Los Negativos o els Flashback Five, que reviuen els sons psicodèlics i del garatge. D'aquesta escena va emergir Miqui Puig i el grup Los Sencillos, tot i que ben aviat se'n van desvincular per seguir una línia més innovadora en la qual es fusionen la música de ball i el pop. Posteriorment, Puig va iniciar una iconoclasta carrera en solitari alhora que treballa com a discjòquei i col·laborador de diversos mitjans de comunicació.
Però si hi va haver una formació catalana amb un èxit aclaparador durant els vuitanta aquesta va ser El Último de la Fila, el duo format per Quimi Portet i Manolo García. García era el cantant de Los Rápidos, una banda que s'hauria pogut convertir en una alternativa als grups de la Movida però que no va tenir prou suport de la discogràfica. Quan el grup estava a punt de dissoldre's, García va conèixer Portet, guitarrista de Kul de Mandril. Tots dos van fundar Los Burros, formació amb la qual van gravar Rebuznos de amor el 1983. A les cançons de Los Burros ja es poden apreciar alguns dels trets característics d'El Último de la Fila, com els sons aflamencats i les lletres intel·ligents i personals. Discos como Enemigos de lo ajeno (1986) van tenir vendes milionàries i els van permetre actuar arreu. El 1990 el duo es va separar. García va iniciar una carrera en solitari en la qual repeteix els esquemes sonors de l'etapa amb Portet. El guitarrista, per la seva part, va arriscar més en els discos, en els quals combina rock, surrealisme i humor tribal.
Als anys noranta, l'escena musical catalana es va diversificar. Per una part, va esclatar el fenomen del rock català, va créixer l'interès per la música electrònica, van aparèixer les formacions indie i els grups mestissos. Enmig d'aquest batibull hi ha artistes que no encaixen en cap d'aquestes classificacions, com Marc Parrot, que combina treballs de gran qualitat cantats en castellà i en català i que, a més, és capaç de convertir-se en El Chaval de la Peca, un cantant de cançó lleugera dels setanta, que aconsegueix vendre milers de còpies dels discos de versions.